# Getand werktuig

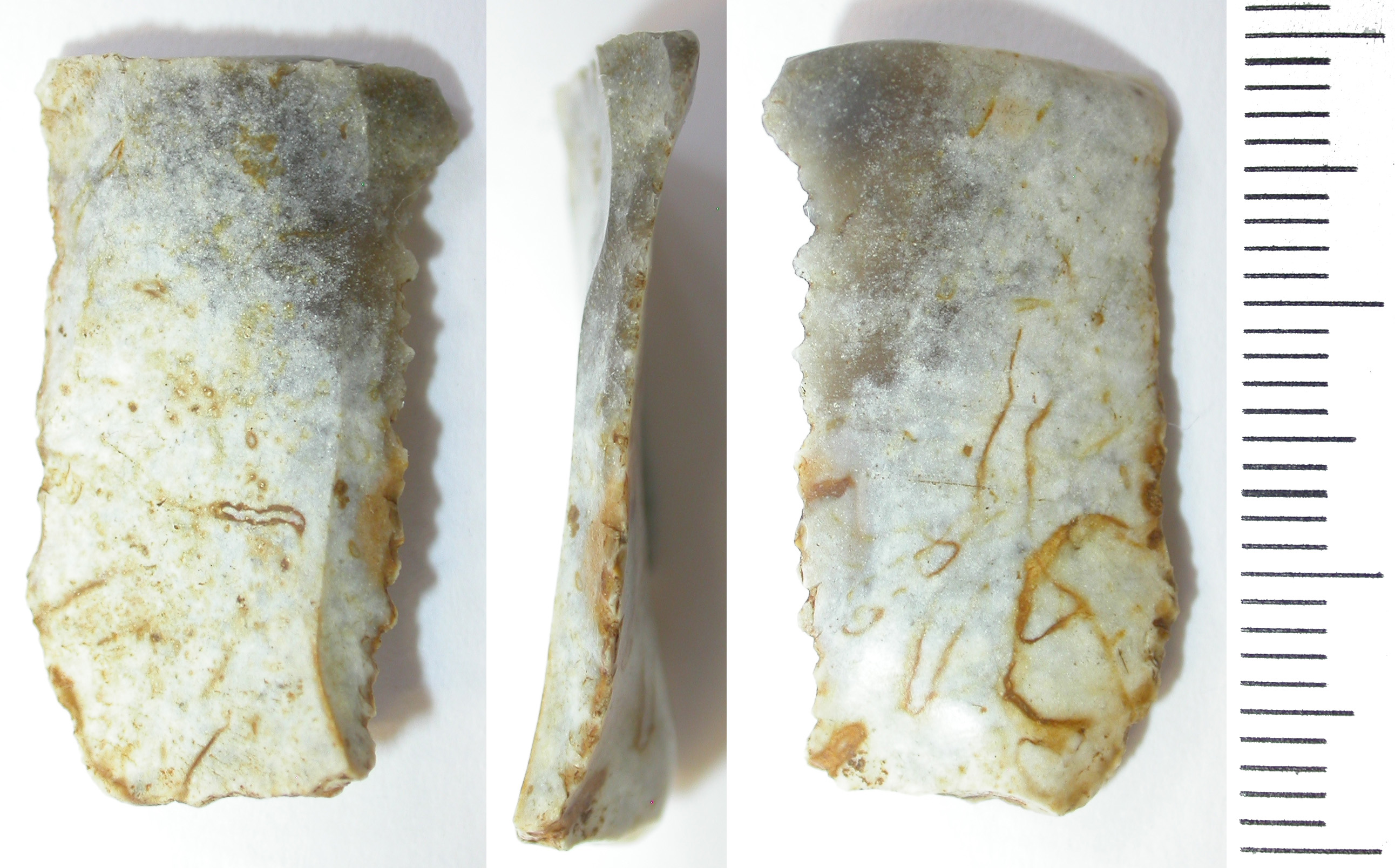
getand werktuig uit het mesolithicum

Een getand werktuig (Frans: denticulé, Engels: denticulate tool) is een stenen werktuig dat in het Acheuléen verscheen, maar tot aan de ijzertijd in Europa werd gebruikt tot het werd vervangen door metaal. Het heeft een gekartelde snijkant als een zaag of een broodmes.
Het wordt gevormd uit een afslag waarvan de randen op regelmatige wijze zijn verwijderd, door directe percussie (Clactonien-type) en/of door drukretouchering, om tanden in het negatief te onthullen, zoals bij een zaag. Dit type gereedschap werd mogelijk gebruikt om hard organisch materiaal, zoals boomtakken, karkassen en dierlijke geweien, door te snijden.
Men spreekt ook van microvertanding als er sprake is van een gereedschap met veel kleine inkepingen, waardoor er een soort gekarteld mes ontstaat. Hun functie is dan eerder om harde planten te schrapen.
Het lange gebruik van een dergelijk werktuig, dat meerdere archeologische culturen omvat van het vroegpaleolithicum tot de ijzertijd, kan tot verwarring leiden als het werktuig buiten de stratigrafische context of zonder absolute datering wordt bestudeerd. Zo werd bij opgravingen in Abric Agut (Catalonië) een getand Moustérien geïdentificeerd vanwege de gelijkenis met de naburige, goed gedocumenteerde Abri Romaní. Stratigrafische studies en radiometrische datering van latere opgravingen leidden echter tot een hertoewijzing van de afzetting aan het mesolithicum en niet aan het middenpaleolithicum, waarbij radiometrische datering een resultaat opleverde tussen 11.000 cal. BP en 9.000 cal. BP.

## Vervaardiging
Eerst wordt de grondstof uit een afzetting geselecteerd. Meestal is dit vuursteen, maar er kan ook kwartsiet, kwarts of zelfs obsidiaan gebruikt zijn. Vervolgens wordt de gekozen kern door directe percussie in stukken gesneden, zodat er een afslag ontstaat. Deze afslag wordt bijgewerkt om een reeks inkepingen te creëren (verwijdering van materiaal aan de randen) die op regelmatige afstand van elkaar worden geplaatst. Elke inkeping kan worden gecreëerd door een enkele slag van de klopsteen (zogenaamde Clactonien-inkeping) en/of door meerdere drukken op de te verwijderen rand. Met slag-retouchering wordt het meeste materiaal verwijderd, maar op een grovere wijze. Drukretouchering is fijner en kan dus een regelmatiger kartelprofiel geven. Beide technieken konden ook worden gebruikt, waarbij kleine drukaanpassingen de door percussie wordt verkregen eerste inkepingen verfijnen.
Het resultaat van het proces was een scherpe rand, bestaande uit kleine tandjes.
Het idee van het getande zaagblad zou dus zijn dat er sprake is van een afwisseling van gaten en tanden, zoals bij een zaag. Het profiel van deze afwisseling is over het algemeen convex of recht, of in sommige gevallen zelfs onregelmatig of concaaf. De functie zou dan zijn als "zaag" of om harde voorwerpen zoals botten en hout te bewerken.

Verschillende profielen
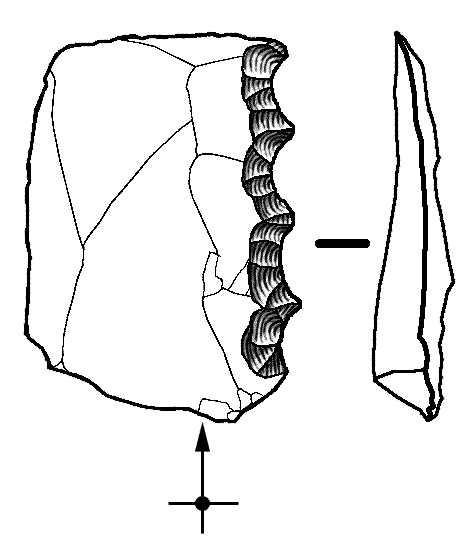
Recht getand afslagkenpatroon
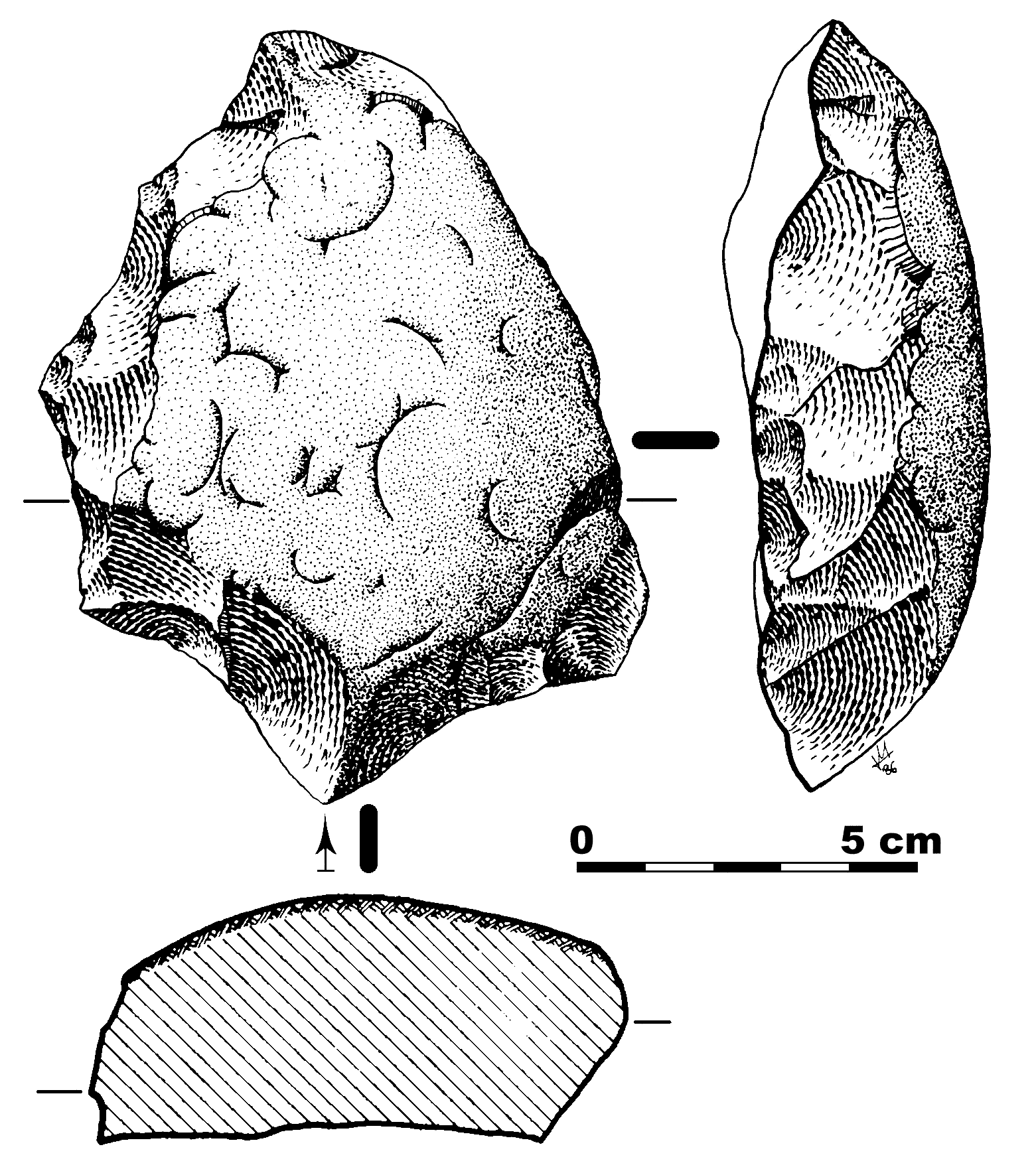
Convex getand (Acheulean, Salamanca)
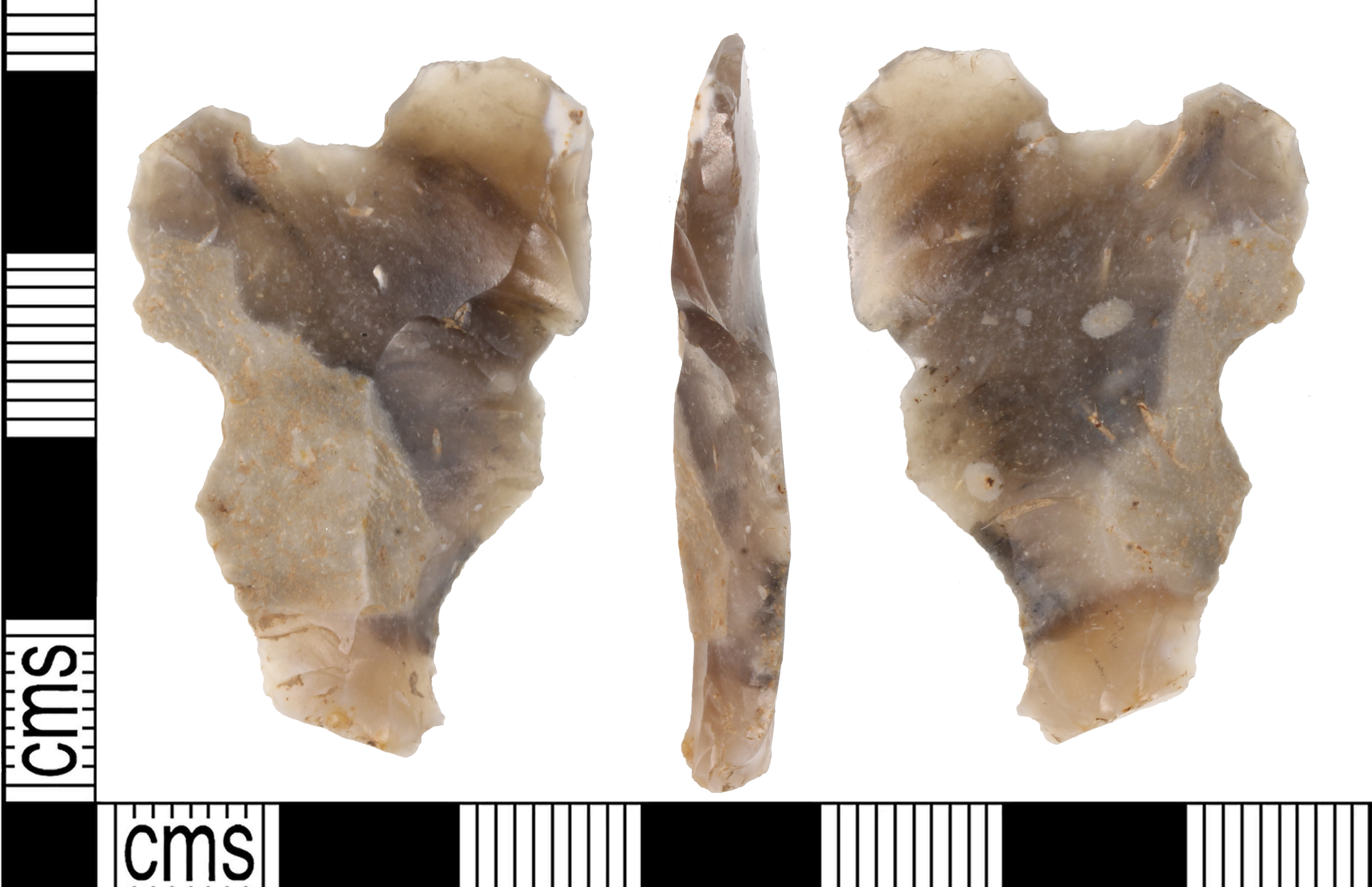
Onregelmatig convex getand (bronstijd, Kent)

Als de afslag doorlopend wordt bijgewerkt om een regelmatig profiel te verkrijgen, en niet een zaagtandprofiel zoals hier, dan spreken we van een schrabber of racloirwaarvan de functie totaal anders zou zijn (het bewerken van dierenhuiden, het schrapen van botten en hout).

## Perioden
Er zijn getande werktuigen gevonden uit het vroegpaleolithicum (Acheuléen), middenpaleolithicum (Moustérien), laatpaleolithicum, mesolithicum, neolithicum, bronstijd en ijzertijd.

getande werktuigen uit verschillende periodes
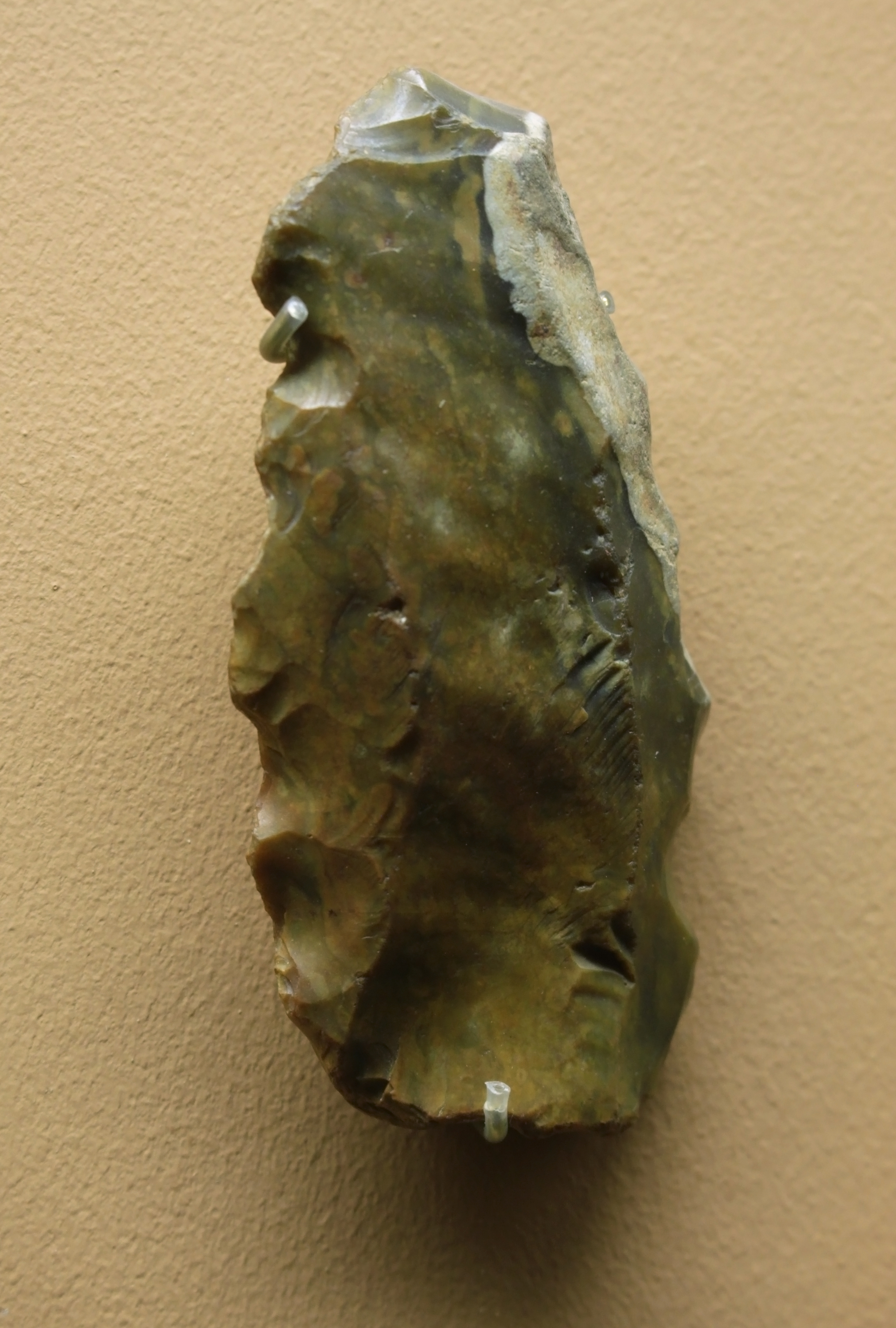
Acheuléen
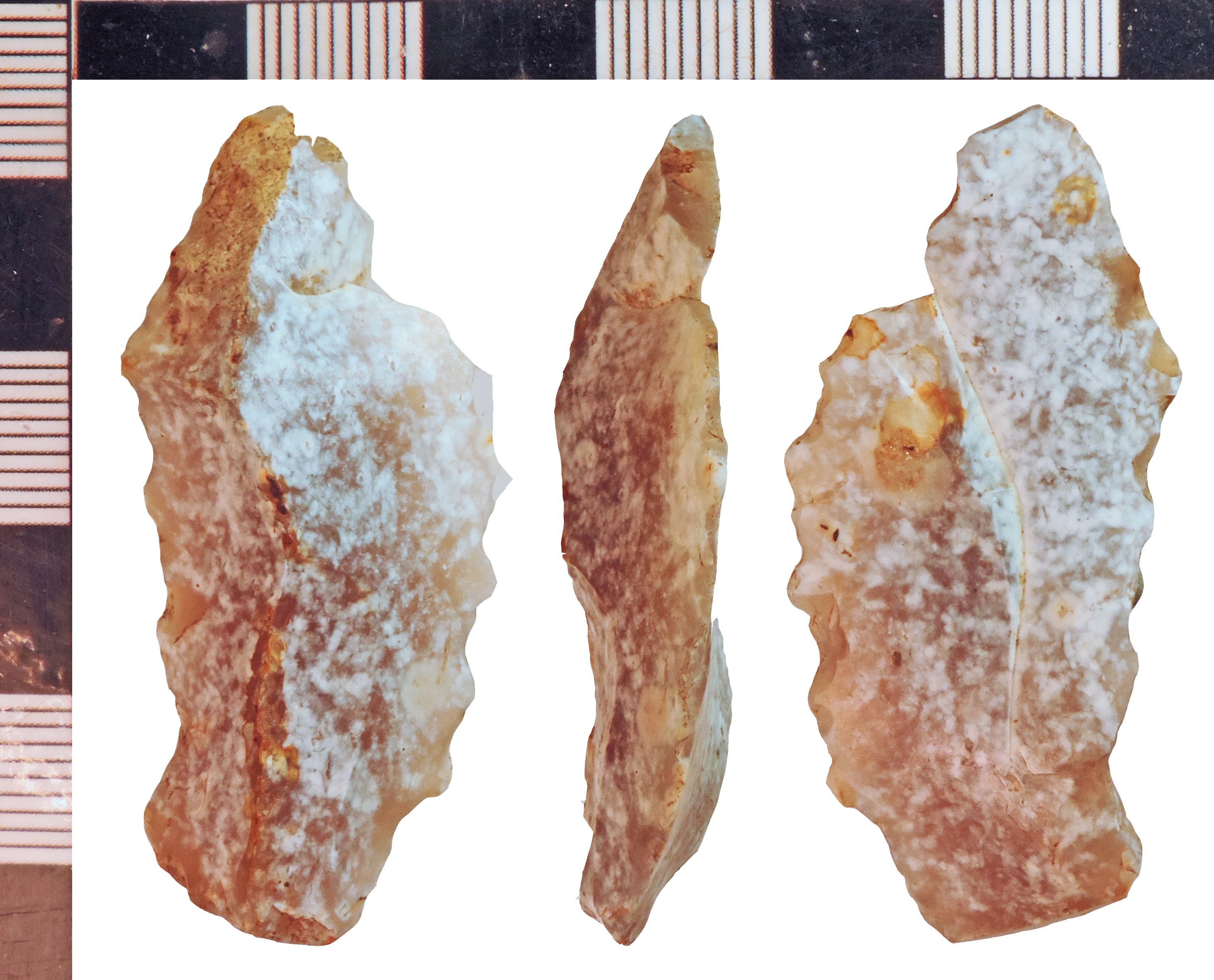
mesolithicum
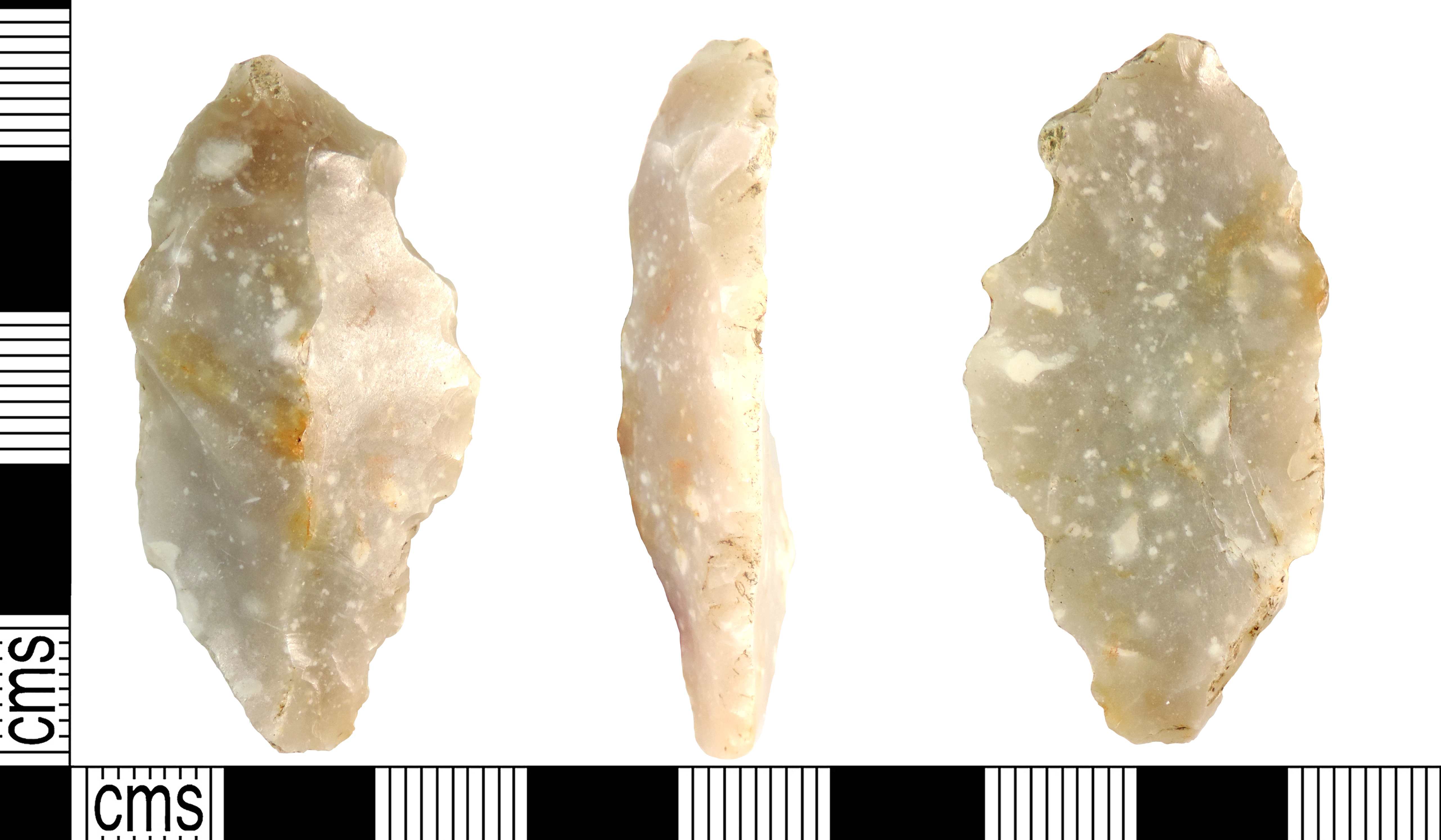
neolithicum
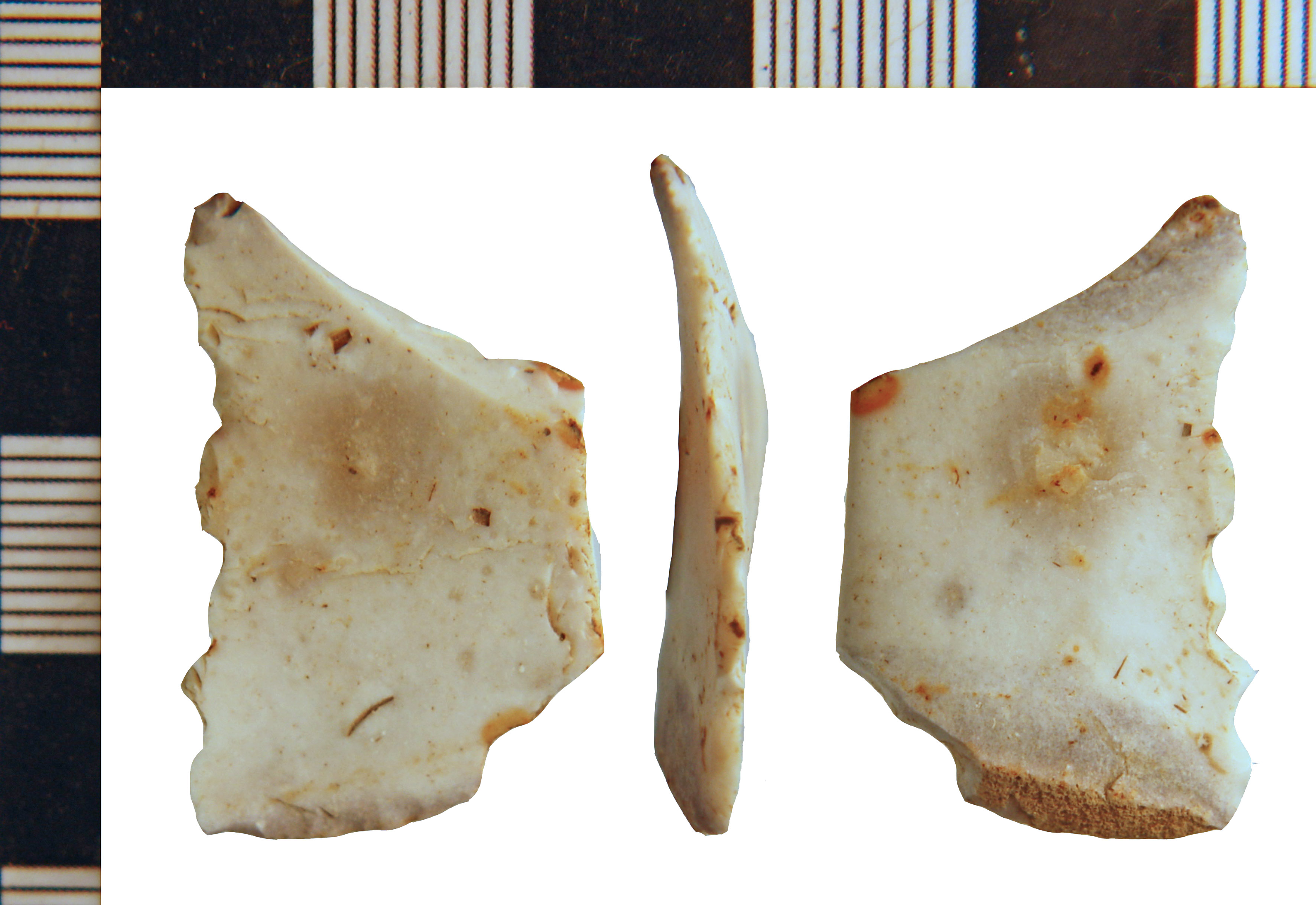
bronstijd
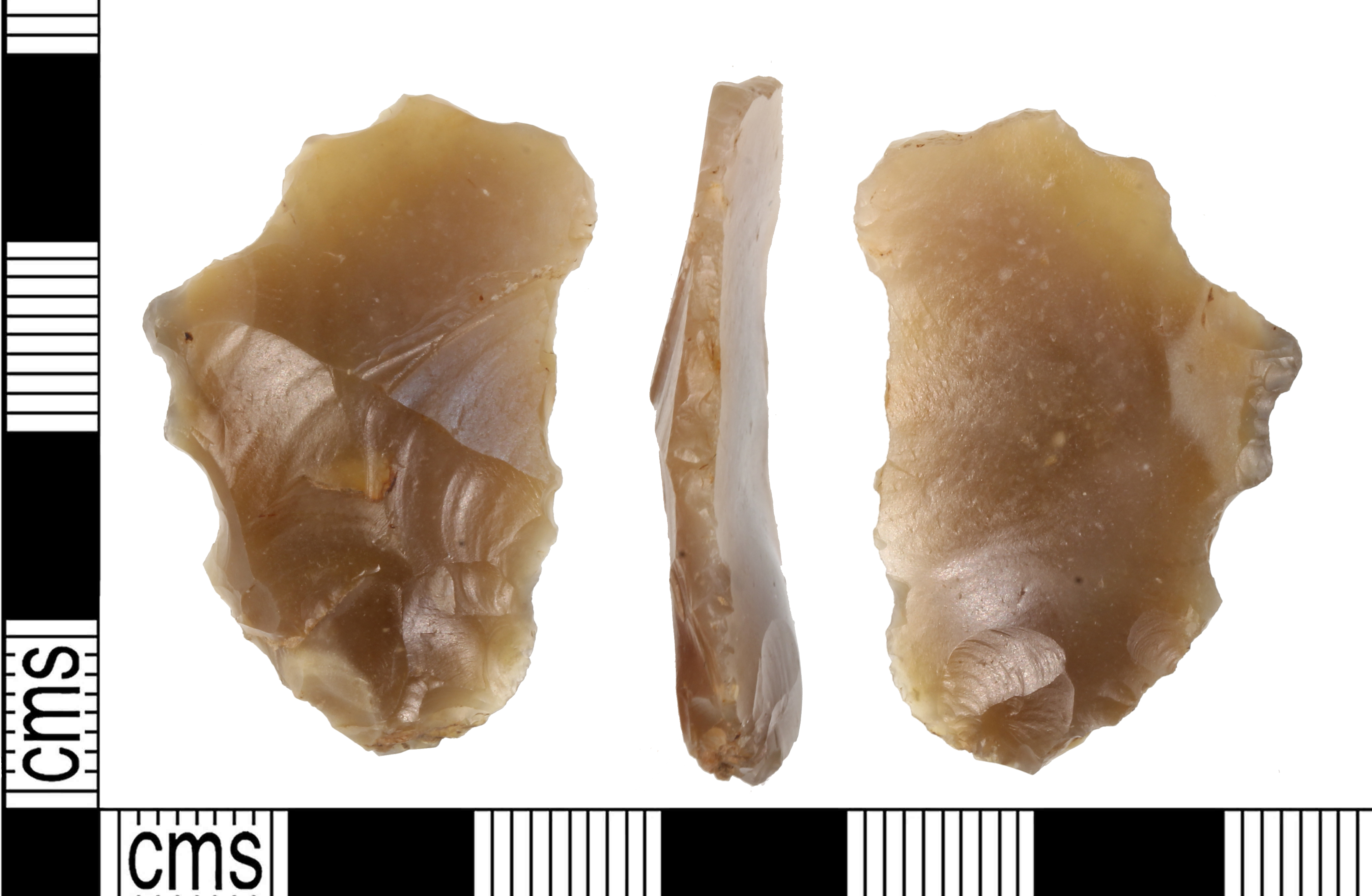
ijzertijd

## Verspreiding
Getande werktuigen worden in Europa aangetroffen, maar ook in Azië (van West- tot Oost-Azië), in Afrika (bijvoorbeeld de Blombosgrot), en in Amerika (bijvoorbeeld in Argentijns Patagonië).

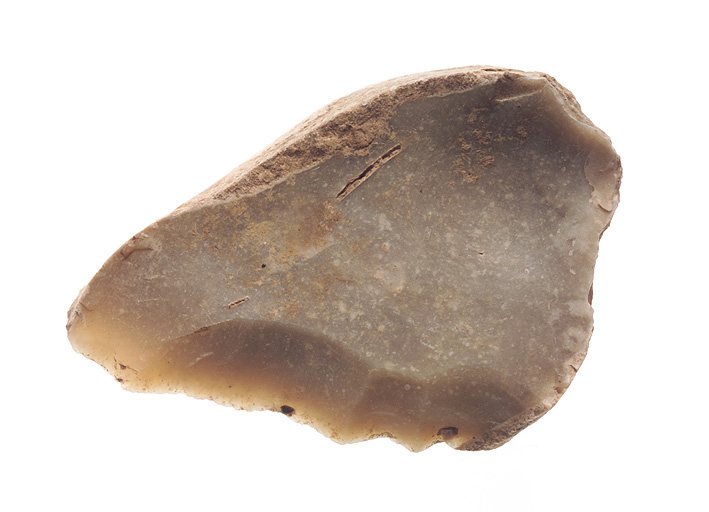
getand werktuig gevonden op de vindplaats Menez Dregan
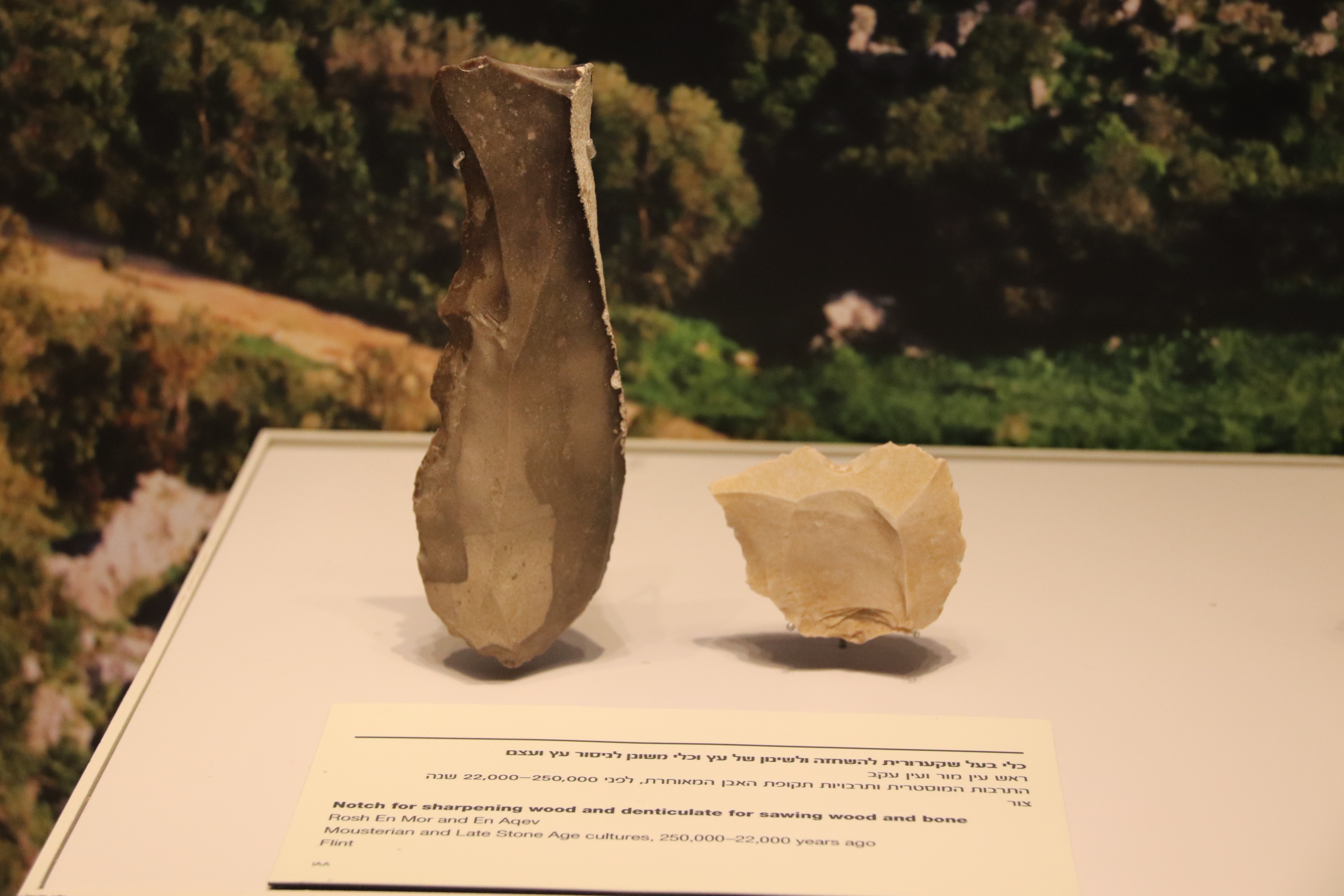
getand werktuig (rechts) uit het Moustérien, Israël
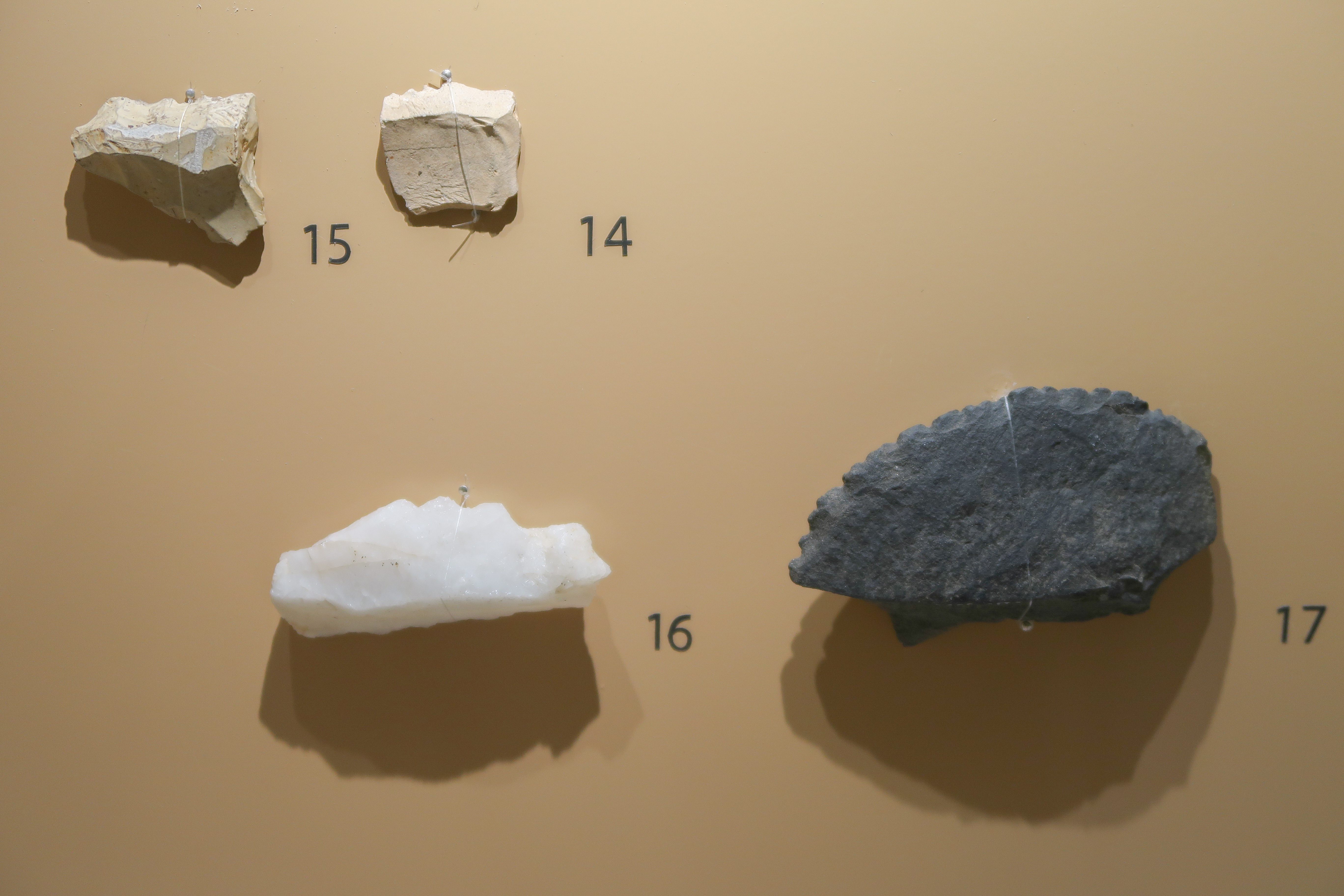
getande werktuigen uit het laatpaleolithicum van Korea
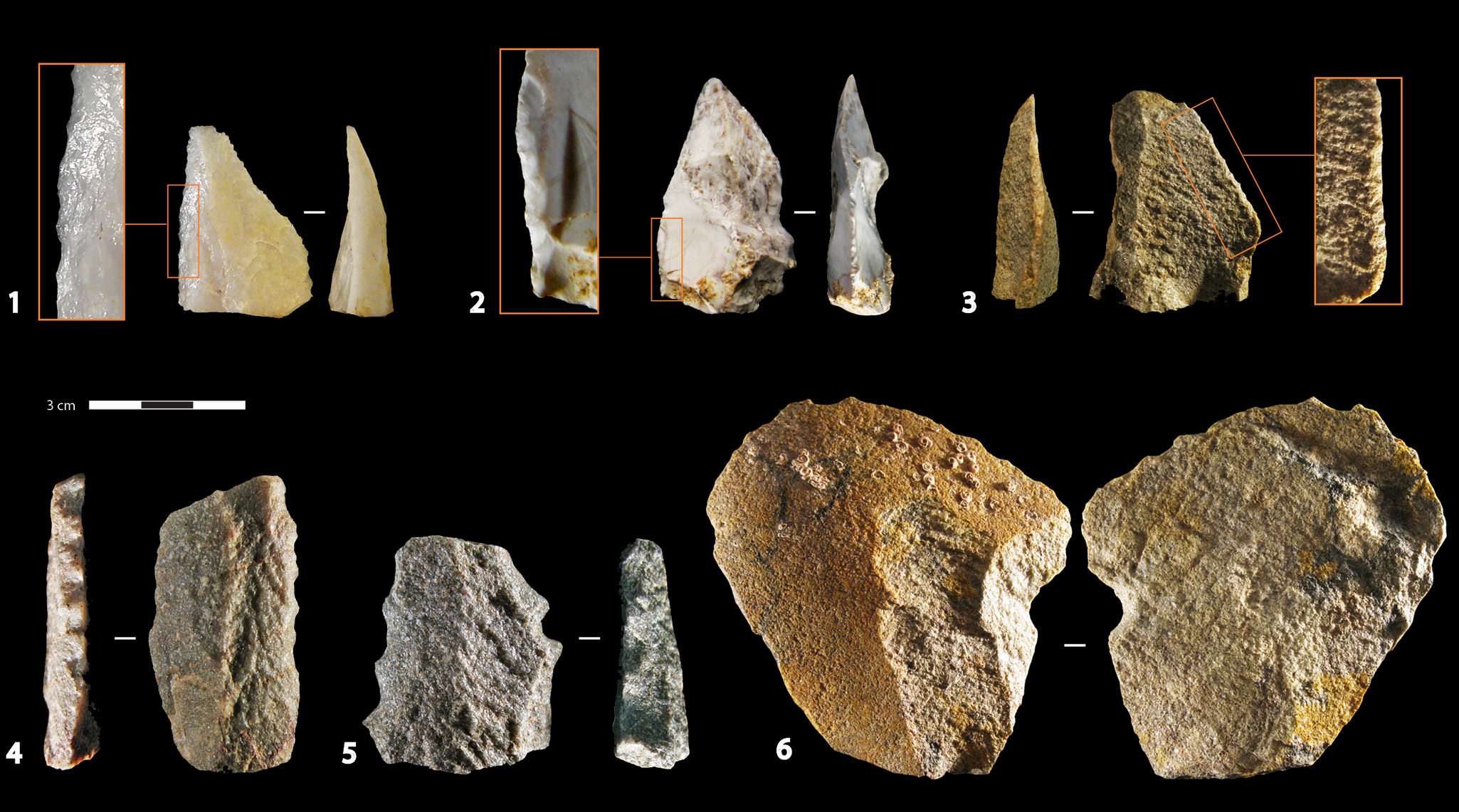
steenindustrie uit de Blombosgrot in Zuid-Afrika, met getande werktuigen nummers 4 en 5
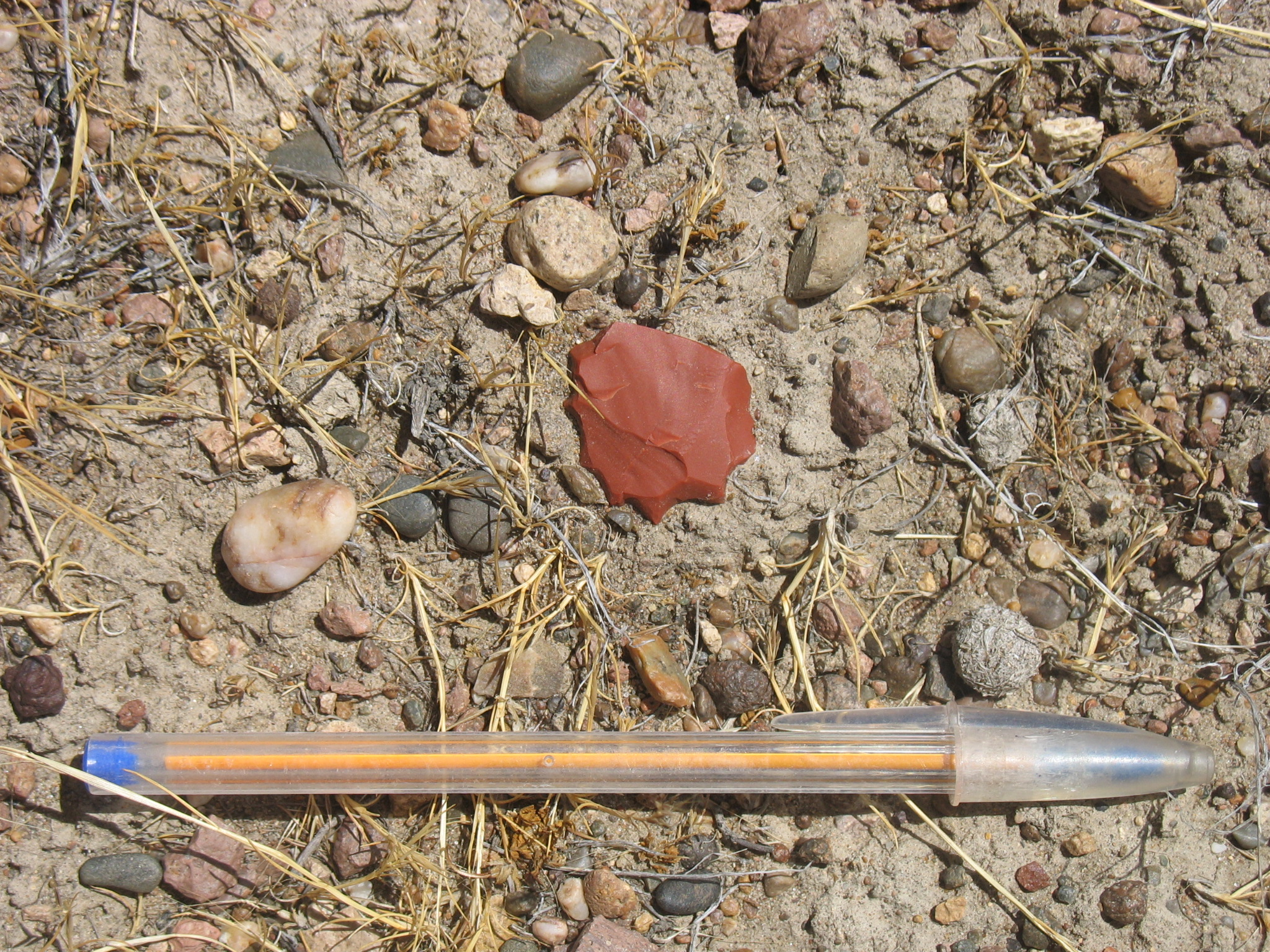
getande werktuigen in situ nabij Puerto Deseado, Argentinië